# 5158 Ogarev
5158 Ogarev è un asteroide della fascia principale. Scoperto nel 1976, presenta un'orbita caratterizzata da un semiasse maggiore pari a 2,4242117 UA e da un'eccentricità di 0,1778472, inclinata di 3,14568° rispetto all'eclittica.